# Època besseliana
L'època besseliana, anomenada així en honor del matemàtic i astrònom alemany Friedrich Bessel, és una època basada l'any besselià, que és un any tropical mesurat en el punt on la longitud del Sol és exactament 280º.
Des de 1984, l'època besseliana ha estat substituïda per l'època juliana. L'època estàndard actual és J2000.0, que és una època juliana.
Les èpoques besselianes són calculades d'acord amb:
B = 1900.0 + (dia julià − 2415020.31352) / 365.242198781
L'època estàndard que va ser usada abans de l'actual època estàndard (J2000.0) va ser B1950.0, una època besseliana.